# NGC 1066
NGC 1066 (другие обозначения — UGC 2203, MCG 5-7-42, ZWG 505.44, NPM1G +32.0112, IRAS02407+3217, PGC 10338) — эллиптическая галактика (E) в созвездии Треугольник. Открыта Уильямом Гершелем в 1784 году. Описание Дрейера: «очень тусклый, довольно крупный объект круглой формы, немного более яркий в середине, южный из двух», под вторым объектом подразумевается NGC 1067.
Этот объект входит в число перечисленных в оригинальной редакции «Нового общего каталога».
Объект обладает активным ядром и относится к сейфертовским галактикам типа II. Несмотря на поздний тип галактики, в ней обнаруживаются устойчивые образования пыли и газа.
Галактика входит в тесную группу галактик MLCG 1403 вместе с NGC 1067, в более крупные группы LDC 176 и HDC 165, а также в сверхскопление Персея-Рыб.